# Pavle Petričič
Pavel Petričič (občasno v italijanskem kontekstu Petricig), beneškoslovanski narodni delavec, * Videm, 6. februar 1929, † 10. avgust 2005, Čedad.

## Odlikovanja in nagrade
Leta 2002 je prejel srebrni častni znak svobode Republike Slovenije z naslednjo utemeljitvijo: »za požrtvovalno in zaslužno delovanje, ki je pomembno prispevalo k socialnemu, narodnemu in kulturnemu prerodu Beneške Slovenije«. Po njem je poimenovana tudi dvojezična šola v Špetru.